# Санта-Круш (Параиба)
Санта-Круш (порт. Santa Cruz) — муниципалитет в Бразилии, входит в штат Параиба. Составная часть мезорегиона Сертан штата Параиба. Входит в экономико-статистический микрорегион Соза. Население составляет 5777 человек на 2006 год. Занимает площадь 210,152 км². Плотность населения — 27,5 чел./км².

## Статистика
- Валовой внутренний продукт на 2003 год составляет 11 813 633,00 реалов (данные: Бразильский институт географии и статистики).
- Валовой внутренний продукт на душу населения на 2003 год составляет 1938,25 реалов (данные: Бразильский институт географии и статистики).
- Индекс развития человеческого потенциала на 2000 год составляет 0,642 (данные: Программа развития ООН).